# Rhinolophus rufus
Rhinolophus rufus es una especie de murciélago de la familia Rhinolophidae.

## Distribución geográfica
Es endémica de Filipinas, donde en algunas islas se mantienen sus poblaciones estables pero en la mayoría están disminuyendo.